# 張日旼
张日旼（?—?），广东文昌县南溪都人，清朝政治人物。同进士出身。
乾隆元年（1736年），登丙辰科进士，授云南宜良知县，署路南州知州。